# Fusedmarc
Fusedmarc is een Litouwse band.

## Biografie
De band werd in 2004 opgericht en won een jaar later de Litouwse muziekprijs voor doorbraak van het jaar. Begin 2017 nam Fusedmarc deel aan de Litouwse preselectie voor het Eurovisiesongfestival. Met het nummer Rain of revolution won de band de finale, waardoor ze Litouwen mocht vertegenwoordigen op het Eurovisiesongfestival 2017 in Oekraïne. Een finaleplaats daar zat er echter niet in.
1994: Ovidijus Vyšniauskas · 
1999: Aistė Smilgevičiūtė · 
2001: Skamp · 
2002: Aivaras · 
2004: Linas & Simona · 
2005: Laura & The Lovers · 
2006: LT United · 
2007: 4Fun · 
2008: Jeronimas Milius · 
2009: Sasha Son · 
2010: InCulto · 
2011: Evelina Sašenko · 
2012: Donny Montell · 
2013: Andrius Pojavis · 
2014: Vilija Matačiūnaitė · 
2015: Monika Linkytė & Vaidas Baumila · 
2016: Donny Montell · 
2017: Fusedmarc · 
2018: Ieva Zasimauskaitė · 
2019: Jurijus Veklenko · 
2021: The Roop · 
2022: Monika Liu · 
2023: Monika Linkytė · 
2024: Silvester Belt · 
2025: Katarsis